# Talsu novads
Talsu novads (Lijfs:Tālsa mōgõn) is een gemeente in Koerland in het westen van Letland. Hoofdplaats is Talsi.
De huidige gemeente ontstond op 1 juli 2021, toen de bestaande gemeente werd uitgebreid met de kustgemeenten Mērsraga novads, Rojas novads en Dundagas novads. 
De vier gemeenten waren in 2009 bij een herindeling tot stand gekomen. De eerdere gemeente Talsu novads ontstond in dat jaar uit de samenvoeging van de steden Sabile, Stende en Valdemārpils en de landelijke gemeenten Abava, Balgale, Ģibuļi, Īve, Ķūļciems, Laidze, Lauciene, Lībagi, Lube, Strazde, Valdgale, Vandzene en Virbi.
Talsu novads ligt aan de zuidzijde van de zeestraat (Irbenstraat) die de Golf van Riga met de Oostzee verbindt. Aan de overzijde van de zeestraat ligt de gemeente Saaremaa en staat de Vuurtoren van Sõrve. In de gemeente bevindt zich het Nationaal park Slītere en het noordelijke deel van de Lijfse kust. Op de noordelijkste punt van Koerland bevindt zich Kaap Kolka.
Nationale steden (valstspilsētas):

Daugavpils  · Jelgava · Jūrmala · Liepāja · Rēzekne · Riga · Ventspils

Gemeenten (novadi):

Ādažu novads
· Aizkraukles novads
· Alūksnes novads
· Augšdaugavas novads
· Balvu novads
· Bauskas novads
· Cēsu novads
· Dienvidkurzemes novads
· Dobeles novads
· Gulbenes novads
· Jelgavas novads
· Jēkabpils novads
· Krāslavas novads
· Kuldīgas novads
· Ķekavas novads
· Limbažu novads
· Līvānu novads
· Ludzas novads
· Madonas novads
· Mārupes novads
· Ogres novads 
· Olaines novads
· Preiļu novads
· Rēzeknes novads 
· Ropažu novads
· Salaspils novads
· Saldus novads
· Saulkrastu novads
· Siguldas novads
· Smiltenes novads
· Talsu novads
· Tukuma novads
· Valkas novads
· Valmieras novads
· Varakļānu novads
· Ventspils novads 